# المعهد الإسرائيلي للديمقراطية
المعهد الإسرائيلي للديمقراطية (بالعبرية: המכון הישראלי לדמוקרטיה‏) تأسس في عام 1991، هو مركز بحثي مستقل يهدف لتعزيز أسس الديمقراطية الإسرائيلية. يقع في مدينة القدس في إسرائيل.
في عام 2009، مُنح المعهد الإسرائيلي للديمقراطية جائزة إسرائيل "لإنجازاتها مدى الحياة ومساهمتها الخاصة في المجتمع ودولة إسرائيل.

## تاريخ

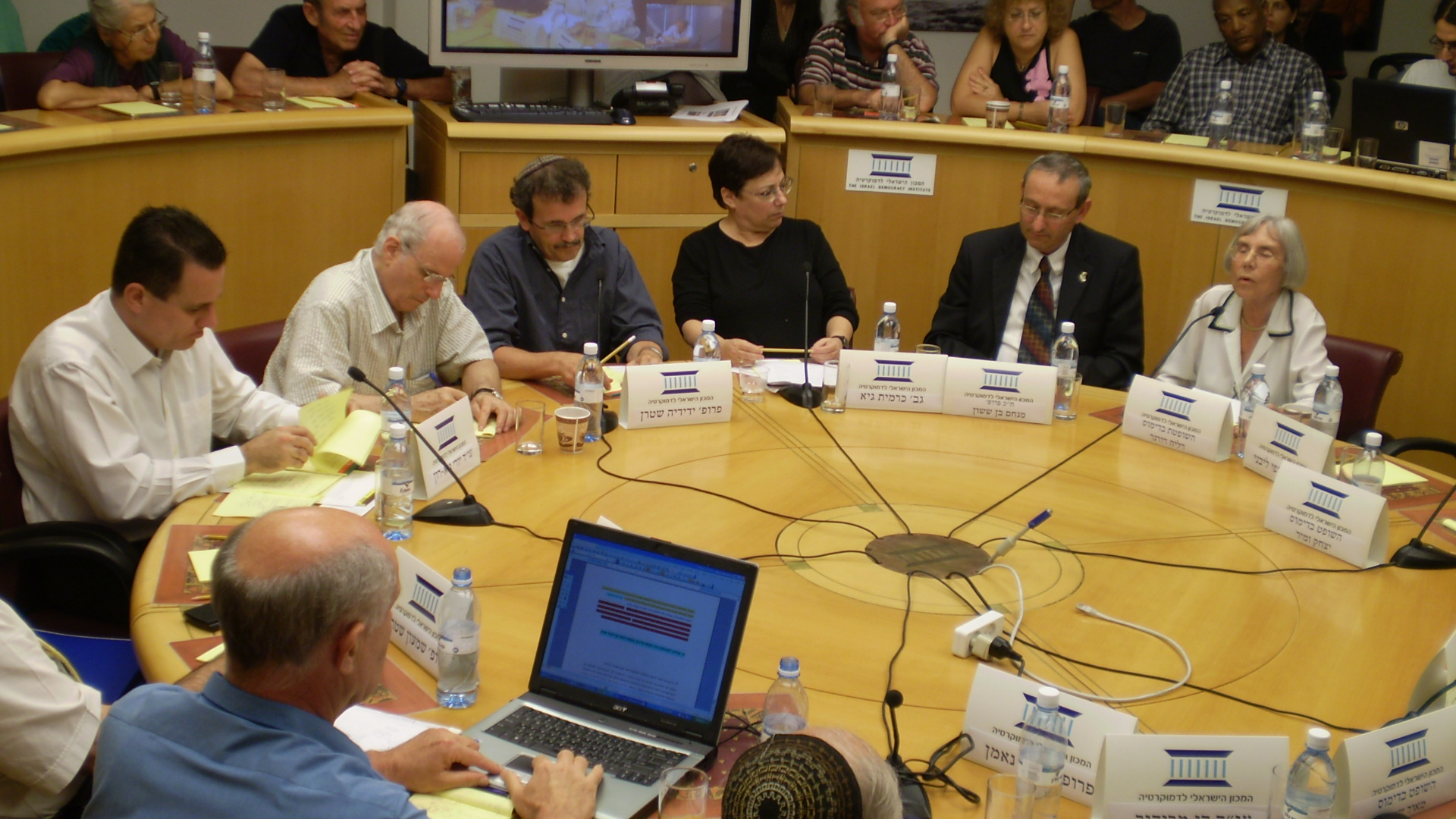
طاولة مستديرة في المعهد الإسرائيلي للديمقراطية

تأسس معهد إسرائيل للديمقراطية في عام 1991 على يد كل من أري كارمون وهو الرئيس المؤسس، والملياردير السيد برنارد ماركوس.
في عام 2014، تم تعيين يوهانان بليسنر رئيسًا للمعهد. حل محل أريك كارمون، الذي غادر للتركيز على البحث بعد 22 عامًا من الخدمة.

## قسم المنشورات
يقوم قسم المنشورات في المعهد الإسرائيلي للديمقراطية بنشر الكتب والدراسات السياسية التي كتبها الباحثون في المعهد، بالإضافة إلى وقائع المؤتمرات وأيام الدراسة التي ينظمها المعهد. تهدف هذه المنشورات إلى إثراء النقاش العام الإسرائيلي حول القضايا الأكثر أهمية للديمقراطية الإسرائيلية. كما تنشر المجلة الإلكترونية HaAyin HaShevi'it («العين السابعة»).

### كتب ودراسات سياسية منشورة
- من الضحية إلى السيادة - تحليل لخطاب الضحية في إسرائيل
- متدين؟ وطني! - القطاع القومي الديني في إسرائيل
- التقرير الإحصائي السنوي حول المجتمع الأرثوذكسي المتطرف في إسرائيل
- اقتصادان، مجتمع واحد - إصدار من مؤتمر إيلي هورفيتز حول الاقتصاد والمجتمع
- فلسفة ثيودور هرتزل الليبرالية - كيفية تحسين عمل الكنيست
- NEET بين الشباب العرب في إسرائيل
- خطة رئيسية للعمل الأرثوذكسي المتطرف في إسرائيل
- انتخابات 2015 الإسرائيلية
- الأقلية العربية في إسرائيل وخطاب «الدولة اليهودية»
- الرقابة وأسرار الدولة في العصر الرقمي

## الجوائز والتقدير
في عام 2009، مُنح المعهد الإسرائيلي للديمقراطية جائزة إسرائيل "لإنجازاتها مدى الحياة ومساهمتها الخاصة في المجتمع ودولة إسرائيل.
في تقرير بعنوان «العالم يذهب لمراكز البحث» الصادر عن جامعة بنسلفانيا لعام 2014، تم تصنيف المعهد في المرتبة الثالثة والعشرين لأفضل معهد بحثي في منطقة الشرق الأوسط وشمال إفريقيا.

## التمويل
يتم تمويل المعهد الإسرائيلي للديمقراطية من خلال التبرعات الخيرية، والتي بلغت 8,989,254 دولار في عام 2017. الممول الرئيسي للمعهد هو الملياردير اليهودي الأمريكي برنارد ماركوس.
تنشر ميزانية المعهد سنويا في تقريره السنوي.